# Teeswood
Die Teeswood war ein Kohlendampfer der Reederei Donking Steam Ship Company aus dem britischen Middlesbrough. Beim Untergang des Schiffes am 28. November 1951 in der Emsmündung kamen zwei Besatzungsmitglieder ums Leben, dreizehn Männer wurden vom Borkumer Seenotrettungsboot Borkum gerettet.

## Geschichte
Die Teeswood lief im Mai 1915 bei der Werft W. Harkess & Son in Middlesbrough für die Reederei R. A. Constantine & T. H. Donking aus Middlesbrough vom Stapel. Sie war einer der zahlreichen Kohlendampfer (Colliers), die in der Hauptsache Kohlen von den Minen der britischen Nordostküste zu den Gas- und Elektrizitätswerken im Großraum London transportierten. Das Schiff war im seinerzeit üblichen Dreiinseldesign mit mittschiffs angeordnetem Deckshaus und achtern angeordneter Maschine gebaut. Er hatte eine Vermessung von 864 BRT, zwei Laderäume, die jeweils über einen Ladebaum verfügten. Die Kesselanlage der Dreizylinder-Dampfmaschine des Herstellers Blair & Co. aus Stockton-on-Tees wurde mit Kohle beheizt.
Die Reederei Constantine & Donking veräußerte das Schiff während des Ersten Weltkriegs (1917) an die ebenfalls in Middlesbrough ansässige Commercial Gas Company. In der Nachkriegszeit verringerte sich der Transportbedarf der Commercial Gas Company, weshalb sie ihre in den Kriegsjahren aufgestockte Flotte ab 1919 wieder verkleinerte. Die Teeswood wurde 1923 wieder an die in Middlesbrough beheimatete Donking Steam Ship Company verkauft, die das Schiff danach über mehrere Jahrzehnte bis in die Zeit nach dem Zweiten Weltkrieg weiterbetrieb.
Ende November 1951 befand sich das Schiff auf einer Reise mit rund 1.000 Tonnen Schlacke von Immingham nach Emden. Am Abend des 28. November strandete die Teeswood in einem schweren Nordweststurm in der Emsmündung vor Borkum und brach bald darauf in zwei Teile. Das Rettungsboot Borkum mit dreiköpfiger Besatzung lief aus Borkum aus und unternahm eine große Zahl an Anläufen des Havaristen, wobei sich bei einem der Anläufe das Steuerbordruderblatt mit der Ankerkette der Teeswood verhakte und abbrach. Der zusätzlich hinzugekommene Bergungsschlepper Seefalke assistierte, indem er den Havaristen für die Borkum beleuchtete. Dreizehn Männer der Teeswood-Besatzung konnten im Laufe der Nacht gerettet werden, ein Maschinist und ein Steward, die sich nicht trauten, an Bord des Seenotrettungsboots zu springen, wurden schließlich über Bord gespült und kamen ums Leben. Der japanischstämmige Stewart Mun Junni und der Südafrikaner Coffee Mensake trieben schließlich auf der Insel Juist an und fanden dort kurze Zeit später auf dem Dünenfriedhof ihre letzte Ruhe.
Die Strandung und der gefahrvolle Rettungseinsatz erregten seinerzeit größeres Aufsehen, die Besatzung des Rettungsboots wurden in der Folge mehrfach geehrt. Die britische Regierung übergab den drei Männern zum Dank ein Geschenk mit entsprechender Widmung. Der Vormann Wilhelm Eilers erhielt die goldene Medaille der DGzRS und das Bundesverdienstkreuz, der Rettungsmann Folker B. Meeuw erhielt die silberne Medaille der DGzRS und das Bundesverdienstkreuz und der Rettungsmann Christoffer Müller erhielt die silberne Medaille der DGzRS.